# لوقا إدوارد رايت
لوقا إدوارد رايت (بالإنجليزية: Luke Edward Wright) (و. 1846 – 1922 م) هو محام، ودبلوماسي من الولايات المتحدة الأمريكية ولد في مقاطعة غيلز.
وهو عضو في الحزب الديمقراطي الأمريكي .